# Mykland
Mykland is een plaats en voormalige gemeente in fylke Agder in het zuiden van Noorwegen. De gemeente werd in 1967 samengevoegd met Froland. Het dorp, eigenlijk meer een verzameling verspreide huizen, telt ruim 400 inwoners. Centraal in de voormalige gemeente ligt de achtkantige kerk uit 1832.